# Marzigetta obliqua
Marzigetta obliqua là một loài bướm đêm trong họ Noctuidae.